# Clara Erskine Clement
Clara Erskine Clement Waters (28 août 1834 à Saint-Louis dans le Missouri – 29 février 1916 à Brookline) est une écrivaine et voyageuse américaine.

## Biographie

### Enfance et formation
Clara Erskine Clement Water nait en 1834 à Saint-Louis. Ses parents sont Harriet Bethiah (Godfrey) Erskine et John Erskine, un homme d'affaires, de Nouvelle-Angleterre. Elle est scolarisée à domicile dans le Massachusetts par des précepteurs.

### Carrière
La carrière d'écrivaine de Clara Erskine commence en 1869, avec la publication de Simple Story of the Orient. Deux ans après, elle publie A Handbook of Legendary and Mythological Art, un récit qui passe en revue les contributions des femmes artistes à travers l’histoire, sur plus de deux millénaires et à travers de multiples cultures. Le livre devient un ouvrage de référence et, en 2013, décompte 115 recensions.
En 1852, Clara Erskine se marie avec James Hazen Clement, un homme d'affaires. Ils ont déménagé à Newton, dans le Massachusetts. Après la mort de son premier mari, Clement épouse en 1882 Edwin Forbes Waters, auteur et propriétaire du Boston Daily Advertiser. Ils vivent à Cambridge.
Clement réalise de nombreux voyages en Europe, visite la Palestine et la Turquie en 1868, et fait le tour du monde en 1883/84.
Elle a traduit un recueil des conférences de Kenan et Dosia's Daughter, un roman d'Henri Gréville, et a édité une traduction des Trésors de l'art italien de Carl von Lützow.